# Sericosura mitrata
Sericosura mitrata là một loài nhện biển trong họ Ammotheidae. Loài này thuộc chi Sericosura. Sericosura mitrata được miêu tả khoa học năm 1944 bởi Gordon.